# Ambrož z Vratislavi
Ambrož z Vratislavi († 16. století) byl český františkán a pozdější přívrženec Lutherovy reformace.
Působil jako lektor františkánského studijního domu v Brně. Zpočátku veřejně odporoval luteránství, propagovaném bratrem Divišem z Krupky, nakonec se stal roku 1524 sám luteránem.